# 包多镇区
包多鎮區為緬甸若開邦實兌縣的鎮區。2014年人口145,957人，區域面積927.83平方公里。包多為該鎮區首府。